# Aragosaurus ischiaticus
Aragosaurus ischiaticus (“lagarto de Aragón con gran isquion”) es la única especie conocida del género extinto Aragosaurus de dinosaurio saurópodo macronario que vivió a principios del período Cretácico, hace aproximadamente 136 millones de años, en el Hauteriviense, en lo que hoy es Europa. 

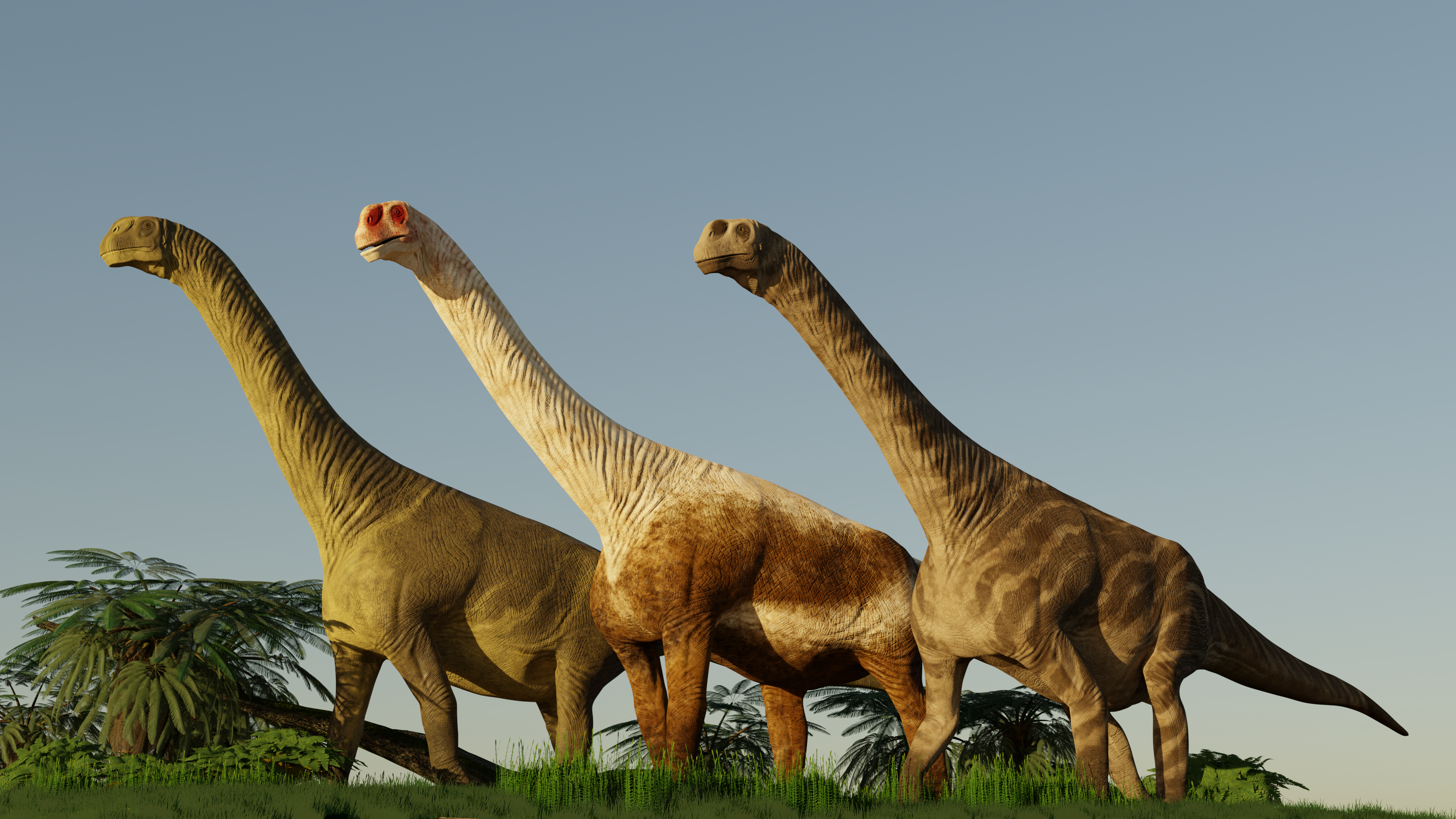
Recreación de Aragosaurus, junto a sus probables parientes en la península ibérica Lourinhasaurus y Galvesaurus

Aragosaurus fue un pesado herbívoro de casi 18 metros de longitud y aproximadamente 20 toneladas de peso, que vivió en los ambientes cercanos a la costa del mar de Tetis. Emparentado con el camarasaurio, el aragosaurio dispone de dientes con forma espatulada, ornamentados por surcos longitudinales. Las primeras vértebras caudales son robustas y presentan ensanchamientos en las espinas neurales que, se supone, servían para el anclaje de los ligamentos que consolidan la región superior de la base de la cola. Además, como su pariente el camarasaurio, presentaba grandes huecos en las vértebras cervicales. La única especie debe su nombre (A. ischiaticus) al robustecimiento de la cadera que se refleja principalmente en el gran desarrollo del proceso púbico del isquion y la expansión mazuda del proceso isquiático. Los brazos de Aragosaurus son más cortos que los miembros posteriores, aunque no tanto como es común en los camarasáuridos. El fémur del aragosaurio puede alcanzar la longitud de 1,4 metro.
La especie tipo, A. ischiaticus, fue descubierta por José María Herrero Marzo en 1958. En la década de los 60 fue estudiada por Albert-Félix de Lapparent y descrita finalmente por Sanz, Buscalioni, Casanovas y Santafé en 1987 en la Formación El Castellar, en Galve, Teruel, España. El descubrimiento de este dinosaurio apoyó la teoría de que hace millones de años todos los continentes estaban unidos en uno solo (Pangea). Parientes cercanos al Aragosaurus vivían en zonas cercanas, como el actual Portugal, pero otros vivían en zonas lejanas como América del Norte o el este de África. El descubrimiento de estos fósiles apoyó la teoría de Pangea, pues el Aragosaurus y sus parientes no podían haber nadado a través de los océanos. Si estos animales pudieron ir desde América del Norte hasta Europa o África significa que estos continentes estuvieron unidos durante el Jurásico superior y el Cretácico inferior.
Los fósiles originales de Aragosaurus se encuentran expuestos en el Museo Paleontológico de Galve y en Dinópolis-Legendark.